# Xã Elmwood, Quận Clay, Minnesota
Xã Elmwood (tiếng Anh: Elmwood Township) là một xã thuộc quận Clay, tiểu bang Minnesota, Hoa Kỳ. Năm 2010, dân số của xã này là 415 người.